# Liste des députés européens d'Espagne de la 4e législature

Cet article présente la liste des députés européens d'Espagne au cours de la IVe législature (1994-1999).
| Nom | Parti                                                  | Groupe                           |
| --- | ------------------------------------------------------ | -------------------------------- |
| Julio Añoveros Trias de Bes                                                                                      | Parti populaire                                        | PPE                              |
| Javier Areitio Toledo                                                                                            | Parti populaire                                        | PPE                              |
| Felipe Camisón Asensio (Remplace Mercedes de la Merced le 12 décembre 1995.)                                     | Parti populaire                                        | PPE                              |
| Miguel Arias Cañete                                                                                              | Parti populaire                                        | PPE                              |
| Francisca Bennàssar Tous                                                                                         | Parti populaire                                        | PPE                              |
| Luis Campoy Zueco                                                                                                | Parti populaire                                        | PPE                              |
| Laura Elena de Esteban Martín                                                                                    | Parti populaire                                        | PPE                              |
| José Antonio Escudero                                                                                            | Parti populaire                                        | PPE                              |
| María Teresa Estevan Bolea                                                                                       | Parti populaire                                        | PPE                              |
| Juan Manuel Fabra Vallés                                                                                         | Parti populaire                                        | PPE                              |
| Gerardo Fernández Albor                                                                                          | Parti populaire                                        | PPE                              |
| Fernando Fernández Martín                                                                                        | Parti populaire                                        | PPE                              |
| Carmen Fraga | Parti populaire                                        | PPE                              |
| Gerardo Galeote Quecedo                                                                                          | Parti populaire                                        | PPE                              |
| José Manuel García-Margallo                                                                                      | Parti populaire                                        | PPE                              |
| Salvador Garriga Polledo                                                                                         | Parti populaire                                        | PPE                              |
| José María Gil-Robles                                                                                            | Parti populaire                                        | PPE                              |
| Jorge Salvador Hernández Mollar (Remplace Celia Villalobos le 2 octobre 1995.)                                   | Parti populaire                                        | PPE                              |
| Íñigo Méndez de Vigo                                                                                             | Parti populaire                                        | PPE                              |
| Ana de Palacio                                                                                                   | Parti populaire                                        | PPE                              |
| José Javier Pomés Ruiz (Remplace le Abel Matutes 10 mai 1996.)                                                   | Parti populaire                                        | PPE                              |
| Encarnación Redondo Jiménez                                                                                      | Parti populaire                                        | PPE                              |
| Carlos Robles Piquer                                                                                             | Parti populaire                                        | PPE                              |
| José Salafranca Sánchez-Neyra                                                                                    | Parti populaire                                        | PPE                              |
| Joaquín Sisó Cruellas                                                                                            | Parti populaire                                        | PPE                              |
| Jaime Valdivielso de Cué                                                                                         | Parti populaire                                        | PPE                              |
| José Valverde López                                                                                              | Parti populaire                                        | PPE                              |
| Daniel Varela | Parti populaire                                        | PPE                              |
| Pedro Aparicio Sánchez                                                                                           | Parti socialiste ouvrier espagnol                      | PSE                              |
| Enrique Barón | Parti socialiste ouvrier espagnol                      | PSE                              |
| Carlos María Bru (Remplace le Carmen Diez de Rivera le 4 février 1999.)                                          | Parti socialiste ouvrier espagnol                      | PSE                              |
| Jesús Cabezón (Jusqu'au 20 juin 1999.)                                                                           | Parti socialiste ouvrier espagnol                      | PSE                              |
| Juan Luis Colino Salamanca                                                                                       | Parti socialiste ouvrier espagnol                      | PSE                              |
| Joan Colom i Naval                                                                                               | Parti socialiste ouvrier espagnol                      | PSE                              |
| Bárbara Dührkop Dührkop                                                                                          | Parti socialiste ouvrier espagnol                      | PSE                              |
| Manuela Frutos Gama                                                                                              | Parti socialiste ouvrier espagnol                      | PSE                              |
| Ludivina García                                                                                                  | Parti socialiste ouvrier espagnol                      | PSE                              |
| Antonio González Triviño                                                                                         | Parti socialiste ouvrier espagnol                      | PSE (1994-1996), ARE (1996-1999) |
| Juan de Dios Izquierdo Collado                                                                                   | Parti socialiste ouvrier espagnol                      | PSE                              |
| María Izquierdo Rojo                                                                                             | Parti socialiste ouvrier espagnol                      | PSE                              |
| Manuel Medina Ortega                                                                                             | Parti socialiste ouvrier espagnol                      | PSE                              |
| José María Mendiluce                                                                                             | Parti socialiste ouvrier espagnol                      | PSE                              |
| Ana Miranda de Lage                                                                                              | Parti socialiste ouvrier espagnol                      | PSE                              |
| Fernando Pérez Royo                                                                                              | Parti socialiste ouvrier espagnol                      | PSE                              |
| José Enrique Pons Grau                                                                                           | Parti socialiste ouvrier espagnol                      | PSE                              |
| Juan de Dios Ramírez Heredia (Remplace Fernando Morán le 9 avril 1999.)                                          | Parti socialiste ouvrier espagnol                      | PSE                              |
| Francisco Javier Sanz Fernández                                                                                  | Parti socialiste ouvrier espagnol                      | PSE                              |
| Francisca Sauquillo Pérez del Arco                                                                               | Parti socialiste ouvrier espagnol                      | PSE                              |
| Anna Terrón i Cusí                                                                                               | Parti socialiste ouvrier espagnol                      | PSE                              |
| Josep Verde | Parti socialiste ouvrier espagnol                      | PSE                              |
| Carlos Carnero                                                                                                   | Gauche unie                                            | GUE/NGL                          |
| Laura González Álvarez                                                                                           | Gauche unie                                            | GUE/NGL                          |
| Antoni Gutiérrez                                                                                                 | Gauche unie                                            | GUE/NGL                          |
| Salvador Jové Peres                                                                                              | Gauche unie                                            | GUE/NGL                          |
| Pedro Marset Campos                                                                                              | Gauche unie                                            | GUE/NGL                          |
| Alonso Puerta | Gauche unie                                            | GUE/NGL                          |
| Ángela Sierra | Gauche unie                                            | GUE/NGL                          |
| María Sornosa Martínez                                                                                           | Gauche unie                                            | GUE/NGL                          |
| Abdelkader Mohamed Ali (Remplace le María Jesús Aramburu 28 mars 1996.)                                          | Gauche unie                                            | GUE/NGL                          |
| Carles Gasòliba                                                                                                  | Convergence démocratique de Catalogne                  | ELDR                             |
| Concepció Ferrer                                                                                                 | Union démocratique de Catalogne                        | PPE                              |
| Joan Vallvé | Convergence démocratique de Catalogne                  | ELDR                             |
| José Domingo Posada (à partir du 21 janvier 1999) Josu Jon Imaz (jusqu'au 5 janvier 1999)                        | Coalition galicienne Parti nationaliste basque         | ARE PPE                          |
| Manuel Escolá Alfonso Novo (du 18 septembre 1996 au 7 octobre 1998) Isidoro Sánchez (jusqu'au 17 septembre 1996) | Parti aragonais Union valencienne Coalition canarienne | ARE                              |